# グルトップ
グルトップ(Gulltoppr)は、北欧神話に登場する馬である。その名前は「金色の前髪を持つもの」の意味を持つ。
『古エッダ』の『グリームニルの言葉』第30節に、アース神族が跨って毎日ユグドラシルの元に出向く馬が列挙されており、グルトップがその1頭として挙げられている。
『スノッリのエッダ』第一部『ギュルヴィたぶらかし』27節において、グルトップが神ヘイムダルの馬であると言われている。同49節では、神バルドルの火葬の場にヘイムダルがグルトップで出向く様子が語られている。